# Peak Antifreeze & Motor Oil Indy Grand Prix of Sonoma County de 2008
O Peak Antifreeze & Motor Oil Indy Grand Prix of Sonoma County de 2008 foi a décima quinta corrida da temporada de 2008 da IndyCar Series. A corrida foi disputada no dia 24 de agosto no Infineon Raceway, localizado na cidade de Sonoma, Califórnia. O vencedor foi o brasileiro Hélio Castroneves, da equipe Team Penske.

## Pilotos e equipes
| Nº | Piloto               | Equipe                     | Chassis | Motor | Pneu |
| -- | -------------------- | -------------------------- | ------- | ----- | ---- |
| 2  | A. J. Foyt IV        | Vision Racing              | Dallara | Honda | F    |
| 3  | Hélio Castroneves    | Team Penske                | Dallara | Honda | F    |
| 4  | Vitor Meira          | Panther Racing             | Dallara | Honda | F    |
| 5  | Oriol Servià (R)     | KV Racing Technology       | Dallara | Honda | F    |
| 6  | Ryan Briscoe         | Team Penske                | Dallara | Honda | F    |
| 7  | Danica Patrick       | Andretti-Green Racing      | Dallara | Honda | F    |
| 8  | Will Power (R)       | KV Racing Technology       | Dallara | Honda | F    |
| 9  | Scott Dixon          | Chip Ganassi Racing        | Dallara | Honda | F    |
| 10 | Dan Wheldon          | Chip Ganassi Racing        | Dallara | Honda | F    |
| 11 | Tony Kanaan          | Andretti-Green Racing      | Dallara | Honda | F    |
| 12 | Tomas Scheckter      | Luczo Dragon Racing        | Dallara | Honda | F    |
| 14 | Darren Manning       | A. J. Foyt Enterprises     | Dallara | Honda | F    |
| 15 | Buddy Rice           | Dreyer & Reinbold Racing   | Dallara | Honda | F    |
| 17 | Ryan Hunter-Reay     | Rahal Letterman Racing     | Dallara | Honda | F    |
| 18 | Bruno Junqueira      | Dale Coyne Racing          | Dallara | Honda | F    |
| 19 | Mario Moraes (R)     | Dale Coyne Racing          | Dallara | Honda | F    |
| 20 | Ed Carpenter         | Vision Racing              | Dallara | Honda | F    |
| 23 | Townsend Bell        | Dreyer & Reinbold Racing   | Dallara | Honda | F    |
| 25 | Marty Roth           | Roth Racing                | Dallara | Honda | F    |
| 26 | Marco Andretti       | Andretti-Green Racing      | Dallara | Honda | F    |
| 27 | Hideki Mutoh (R)     | Andretti-Green Racing      | Dallara | Honda | F    |
| 33 | E. J. Viso (R)       | HVM Racing                 | Dallara | Honda | F    |
| 34 | Jaime Câmara (R)     | Conquest Racing            | Dallara | Honda | F    |
| 36 | Enrique Bernoldi (R) | Conquest Racing            | Dallara | Honda | F    |
| 96 | Mario Domínguez (R)  | Pacific Coast Motorsports  | Dallara | Honda | F    |
| 02 | Justin Wilson (R)    | Newman/Haas/Lanigan Racing | Dallara | Honda | F    |
| 06 | Graham Rahal (R)     | Newman/Haas/Lanigan Racing | Dallara | Honda | F    |

- (R) - Rookie

## Resultados

### Treino classificatório
| Treino classificatório - 23 de agosto | Treino classificatório - 23 de agosto | Treino classificatório - 23 de agosto | Treino classificatório - 23 de agosto | Treino classificatório - 23 de agosto | Treino classificatório - 23 de agosto | Treino classificatório - 23 de agosto | Treino classificatório - 23 de agosto | Treino classificatório - 23 de agosto |
| Pos.                                  | Nº                                    | Piloto                                | Equipe                                | Q1                                    | Q1                                    | Q2                                    | Q3                                    |                                       |
| Pos.                                  | Nº                                    | Piloto                                | Equipe                                | Grupo 1                               | Grupo 2                               | Q2                                    | Q3                                    |                                       |
| ------------------------------------- | ------------------------------------- | ------------------------------------- | ------------------------------------- | ------------------------------------- | ------------------------------------- | ------------------------------------- | ------------------------------------- | ------------------------------------- |
| 1                                     | 3                                     | Hélio Castroneves                     | Team Penske                           |                                       | 1:17.0477                             | 1:16.6819                             | 1:16.9027                             |                                       |
| 2                                     | 6                                     | Ryan Briscoe                          | Team Penske                           |                                       | 1:17.0343                             | 1:16.7409                             | 1:16.9185                             |                                       |
| 3                                     | 8                                     | Will Power (R)                        | KV Racing Technology                  |                                       | 1:16.9543                             | 1:16.8946                             | 1:17.0875                             |                                       |
| 4                                     | 11                                    | Tony Kanaan                           | Andretti-Green Racing                 | 1:17.3636                             |                                       | 1:16.7244                             | 1:17.1286                             |                                       |
| 5                                     | 9                                     | Scott Dixon                           | Chip Ganassi Racing                   |                                       | 1:17.1941                             | 1:16.8413                             | 1:17.6682                             |                                       |
| 6                                     | 5                                     | Oriol Servià (R)                      | KV Racing Technology                  | 1:17.1462                             |                                       | 1:16.8433                             | 1:17.8377                             |                                       |
| 7                                     | 02                                    | Justin Wilson (R)                     | Newman/Haas/Lanigan Racing            |                                       | 1:17.3021                             | 1:17.0056                             |                                       |                                       |
| 8                                     | 17                                    | Ryan Hunter-Reay                      | Rahal Letterman Racing                | 1:17.5547                             |                                       | 1:17.0378                             |                                       |                                       |
| 9                                     | 7                                     | Danica Patrick                        | Andretti-Green Racing                 |                                       | 1:17.2155                             | 1:17.0458                             |                                       |                                       |
| 10                                    | 26                                    | Marco Andretti                        | Andretti-Green Racing                 | 1:17.4633                             |                                       | 1:17.2705                             |                                       |                                       |
| 11                                    | 96                                    | Mario Domínguez (R)                   | Pacific Coast Motorsports             | 1:17.7082                             |                                       | 1:17.4614                             |                                       |                                       |
| 12                                    | 19                                    | Mario Moraes (R)                      | Dale Coyne Racing                     | 1:17.8039                             |                                       | 1:17.5882                             |                                       |                                       |
| 13                                    | 18                                    | Bruno Junqueira                       | Dale Coyne Racing                     | 1:17.8306                             |                                       |                                       |                                       |                                       |
| 14                                    | 33                                    | E. J. Viso (R)                        | HVM Racing                            |                                       | 1:17.4189                             |                                       |                                       |                                       |
| 15                                    | 06                                    | Graham Rahal (R)                      | Newman/Haas/Lanigan Racing            | 1:17.9012                             |                                       |                                       |                                       |                                       |
| 16                                    | 10                                    | Dan Wheldon                           | Chip Ganassi Racing                   |                                       | 1:17.4738                             |                                       |                                       |                                       |
| 17                                    | 12                                    | Tomas Scheckter                       | Luczo Dragon Racing                   | 1:18.1238                             |                                       |                                       |                                       |                                       |
| 18                                    | 4                                     | Vitor Meira                           | Panther Racing                        |                                       | 1:17.5399                             |                                       |                                       |                                       |
| 19                                    | 23                                    | Townsend Bell                         | Dreyer & Reinbold Racing              | 1:18.3267                             |                                       |                                       |                                       |                                       |
| 20                                    | 27                                    | Hideki Mutoh (R)                      | Andretti-Green Racing                 |                                       | 1:18.0038                             |                                       |                                       |                                       |
| 21                                    | 14                                    | Darren Manning                        | A. J. Foyt Enterprises                | 1:18.3885                             |                                       |                                       |                                       |                                       |
| 22                                    | 15                                    | Buddy Rice                            | Dreyer & Reinbold Racing              |                                       | 1:38.3892                             |                                       |                                       |                                       |
| 23                                    | 20                                    | Ed Carpenter                          | Vision Racing                         | 1:18.4034                             |                                       |                                       |                                       |                                       |
| 24                                    | 2                                     | A. J. Foyt IV                         | Vision Racing                         |                                       | 1:18.3715                             |                                       |                                       |                                       |
| 25                                    | 25                                    | Marty Roth                            | Roth Racing                           | 1:19.9435                             |                                       |                                       |                                       |                                       |
| 26                                    | 34                                    | Jaime Câmara (R)                      | Conquest Racing                       |                                       | 1:19.4711                             |                                       |                                       |                                       |
| 27                                    | 36                                    | Enrique Bernoldi (R)                  | Conquest Racing                       |                                       | sem tempo                             |                                       |                                       |                                       |
| Relatório[ligação inativa]            |                                       |                                       |                                       |                                       |                                       |                                       |                                       |                                       |

- (R) - Rookie

### Corrida
| Corrida - 24 de agosto     | Corrida - 24 de agosto | Corrida - 24 de agosto | Corrida - 24 de agosto     | Corrida - 24 de agosto | Corrida - 24 de agosto | Corrida - 24 de agosto | Corrida - 24 de agosto | Corrida - 24 de agosto |
| Pos                        | Nº                     | Piloto                 | Equipe                     | Voltas                 | Tempo                  | Largada                | Voltas na Liderança    | Pontos                 |
| -------------------------- | ---------------------- | ---------------------- | -------------------------- | ---------------------- | ---------------------- | ---------------------- | ---------------------- | ---------------------- |
| 1                          | 3                      | Hélio Castroneves      | Team Penske                | 80                     | 1:50:15.8282           | 1                      | 51                     | 53                     |
| 2                          | 6                      | Ryan Briscoe           | Team Penske                | 80                     | +5.2926                | 2                      | 19                     | 40                     |
| 3                          | 11                     | Tony Kanaan            | Andretti-Green Racing      | 80                     | +16.6032               | 4                      | 1                      | 35                     |
| 4                          | 10                     | Dan Wheldon            | Chip Ganassi Racing        | 80                     | +17.7720               | 16                     | 0                      | 32                     |
| 5                          | 7                      | Danica Patrick         | Andretti-Green Racing      | 80                     | +25.8458               | 9                      | 0                      | 30                     |
| 6                          | 33                     | E. J. Viso (R)         | HVM Racing                 | 80                     | +29.3472               | 14                     | 9                      | 28                     |
| 7                          | 4                      | Vitor Meira            | Panther Racing             | 80                     | +29.9895               | 18                     | 0                      | 26                     |
| 8                          | 06                     | Graham Rahal (R)       | Newman/Haas/Lanigan Racing | 80                     | +40.4577               | 15                     | 0                      | 24                     |
| 9                          | 02                     | Justin Wilson (R)      | Newman/Haas/Lanigan Racing | 80                     | +42.0357               | 7                      | 0                      | 22                     |
| 10                         | 19                     | Mario Moraes (R)       | Dale Coyne Racing          | 80                     | +50.0106               | 12                     | 0                      | 20                     |
| 11                         | 15                     | Buddy Rice             | Dreyer & Reinbold Racing   | 80                     | +55.0361               | 22                     | 0                      | 19                     |
| 12                         | 9                      | Scott Dixon            | Chip Ganassi Racing        | 80                     | +55.7145               | 5                      | 0                      | 18                     |
| 13                         | 27                     | Hideki Mutoh (R)       | Andretti-Green Racing      | 80                     | +56.3186               | 20                     | 0                      | 17                     |
| 14                         | 26                     | Marco Andretti         | Andretti-Green Racing      | 80                     | +57.5400               | 10                     | 0                      | 16                     |
| 15                         | 5                      | Oriol Servià (R)       | KV Racing Technology       | 80                     | +58.3690               | 6                      | 0                      | 15                     |
| 16                         | 96                     | Mario Domínguez (R)    | Pacific Coast Motorsports  | 80                     | +1:00.7387             | 11                     | 0                      | 14                     |
| 17                         | 18                     | Bruno Junqueira        | Dale Coyne Racing          | 80                     | +1:00.9454             | 13                     | 0                      | 13                     |
| 18                         | 17                     | Ryan Hunter-Reay       | Rahal Letterman Racing     | 80                     | +1:00.9466             | 8                      | 0                      | 12                     |
| 19                         | 23                     | Townsend Bell          | Dreyer & Reinbold Racing   | 79                     | +1 volta               | 19                     | 0                      | 12                     |
| 20                         | 2                      | A. J. Foyt IV          | Vision Racing              | 79                     | +1 volta               | 24                     | 0                      | 12                     |
| 21                         | 36                     | Enrique Bernoldi (R)   | Conquest Racing            | 79                     | +1 volta               | 27                     | 0                      | 12                     |
| 22                         | 14                     | Darren Manning         | A. J. Foyt Enterprises     | 79                     | +1 volta               | 21                     | 0                      | 12                     |
| 23                         | 20                     | Ed Carpenter           | Vision Racing              | 78                     | +2 voltas              | 23                     | 0                      | 12                     |
| 24                         | 34                     | Jaime Câmara (R)       | Conquest Racing            | 78                     | +2 voltas              | 26                     | 0                      | 12                     |
| 25                         | 4                      | Will Power (R)         | KV Racing Technology       | 77                     | +3 voltas              | 3                      | 0                      | 10                     |
| 26                         | 25                     | Marty Roth             | Roth Racing                | 76                     | +4 voltas              | 25                     | 0                      | 10                     |
| 27                         | 12                     | Tomas Scheckter        | Luczo Dragon Racing        | 56                     | Mecânico               | 17                     | 0                      | 10                     |
| Relatório[ligação inativa] |                        |                        |                            |                        |                        |                        |                        |                        |

- (R) - Rookie